# Pallamano Ascoli
L'Associazione Sportiva Dilettantistica Pallamano Ascoli è stata una squadra di pallamano della città di Ascoli Piceno. Ha militato in Serie A, la prima serie del campionato italiano maschile di pallamano, per quattro stagioni, dal 2001 al 2005. Disputava le proprie gare interne presso il Pala Monterocco di Ascoli Piceno.

## Cronologia
| Stagione | Serie             | Campionato                               | Coppa Italia       | Altre Coppe | Coppe Europee |
| -------- | ----------------- | ---------------------------------------- | ------------------ | ----------- | ------------- |
| 1997-98  | Serie B - Gir. B  | 2° - Promosso in serie A2                | -                  | -           | -             |
| 1998-99  | Serie A2 - Gir. A | 12° - Retrocesso in serie B (Ripescato)  | Eliminato 1º turno | -           | -             |
| 1999-00  | Serie A2 - Gir. A | 10°                                      | Eliminato 1º turno | -           | -             |
| 2000-01  | Serie A2 - Gir. A | 1° - Promosso in serie A1                | -                  | -           | -             |
| 2001-02  | Serie A1          | 10° - Retrocesso in serie A2 (Ripescato) | -                  | -           | -             |
| 2002-03  | Serie A1          | 9°                                       | -                  | -           | -             |
| 2003-04  | Serie A1          | 9°                                       | -                  | -           | -             |
| 2004-05  | Serie A1          | 12° - Retrocesso in serie A2             | -                  | -           | -             |
| 2005-06  | Serie A2 - Gir. B | 5°                                       | -                  | -           | -             |
| 2006-07  | Serie A2 - Gir. B | 6°                                       | -                  | -           | -             |
| 2007-08  | Serie A2 - Gir. B | 5°                                       | -                  | -           | -             |
| 2008-09  | Serie A2 - Gir. B | 8°                                       | -                  | -           | -             |
| 2009-10  | Serie A2 - Gir. B | 10°                                      | -                  | -           | -             |
| 2010-11  | Serie A2 - Gir. D | 6°                                       | -                  | -           | -             |
| 2011-12  | -                 | -                                        | -                  | -           | -             |
| 2012-13  | Serie B           | 10°                                      | -                  | -           | -             |
| 2013-14  | Serie B           | 5°                                       | -                  | -           | -             |

## Palasport
La Pallamano Ascoli disputa le proprie gare casalinghe presso il palasport Ezio Galosi di Ascoli Piceno. L'impianto è sito in via Mancini nel quartiere di Monterocco ed ha una capienza di circa 800 spettatori.